# Kościół św. Fryderyka w Bílej
Kościół św. Fryderyka (czes. Kostel svatého Bedřicha) – zabytkowy, drewniany kościół w Bílej. Jest jedynym kościołem w typie kościoła słupowego wybudowanym oryginalnie na terenie Europy Środkowej. 
Kościół św. Fryderyka w Bílej wpisany został na listę zabytków 3 maja 1958 pod numerem 26412/8-613. 

## Historia
Kościół w Bílej postawiony został w latach 1873-1875. Projekt wykonał radca budowlany Antoni Kybasta. Fundatorem świątyni był książę Friedrich Egon von Fürstenberg, arcybiskup ołomuniecki. Konsekracja kościoła odbyła się 3 października 1875. W 1910, kiedy w Bíle ustanowiono parafię, do kościoła dobudowano wieżę, zakrystię oraz wykonano nowy chór i prowadzące na niego drewniane schody. Projektantem przebudowy był Alfred Parma z Frenštátu. W 1924 w kościele zamontowano organy wykonane przez organistę Wojciecha Káša z Brna. 
W kościele odbył się ślub czeskiego kompozytora i dyrygenta Rafaela Kubelíka.

## Architektura i wyposażenie
Na życzenie fundatora architektura kościoła inspirowana jest drewnianymi kościołami skandynawskimi. 
Wybudowany w XIX wieku kościół był mniejszy niż obecny. Jego długość wynosiła 14 m, a szerokość 10 m. Po rozbudowie na początku XX wieku długość kościoła wynosi prawie 30 m, a jego szerokość 12,5 m. 
Kościół posiada smukłą wieżę o wysokości 25 m, nakrytą wysokim dachem wieżowym. Nawa nakryta jest wysokim, dwuspadowym dachem łamanym. Pokrycie dachu wykonane jest z gontu. Bryłę budynku wzbogacają przedsionki przed wejściami, głównym i bocznymi. Przedsionki boczne rozmieszczone symetrycznie nadają kościołowi plan krzyża.
Kościół jest jednonawowy, nieorientowany (nawa prostokątna na osi północ-południe). Strop kościoła i chór wspiera 14 rzeźbionych kolumn wykonanych z jednego kawałka drewna każda.
Ołtarz główny w stylu neobarokowym. Okna ozdabia 14 witraży z 1954, z przedstawieniami stacji drogi krzyżowej.